# Шорићи
Шорићи (итал. Sorici) је насељено место у Републици Хрватској у Истарској жупанији. Административно је у саставу општине Канфанар.

## Географија
Насеље се налази у централној Истри, крај Ровињског села 12 км источно од Ровиња, а 8 км југозападно од центра општине Канфанар. на надморској висини 166 метара, на путу Ровињ— Канфанар. Становништво се бави пољопривредом (маслине грожђе и житарице).

## Историја
Подручје је било насељено у присторији (бројне градине) и антици (римска рурална архитектура у околини). После деполепилације због куге, насељеност се одржала досељавањем избеглица пред Османлијама у XVI–XVII. веку.
Недалеко од села у цркви Свете Марије Магдалене покајнице. То је једнобродна романичка црква поравоугаоног тлоцрта, са избоченом полукружном апсидом. У цркви се зидне слике из XIV века које приказују Благовести, свеце и апостоле, Светог Петра и Палва, Светог Јурја, са девет графита на глагољици. Реновирана је 1981.
До територијалне реорганизације у Хрватској налазило се у саставу старе општине Ровињ.

## Становништво
Према попису становништва из 2011. године у насељу Шорићи било је 85 становника који су живели у 36 породичних домаћинстава.
Кретање броја становника по пописима 1857—2001.
| година пописа   | 1857. | 1869. | 1880. | 1890. | 1900. | 1910. | 1921. | 1931. | 1948. | 1953. | 1961. | 1971. | 1981. | 1991. | 2001. | 2011. |
| Број становника | 0     | 0     | 60    | 86    | 87    | 98    | 0     | 0     | 82    | 66    | 71    | 57    | 49    | 50    | 41    | 85    |

Напомена: У 1857. и 1869. 1921. и 1931, подаци су садржани у насељу Сошићи. Од 1880. до 1910. исказивано под именом Зорићи, 1953 и 1061 под именом Сорићи.